# Краснохолмське (селище)
Краснохолмське (рос. Краснохолмское) — селище Полєського району, Калінінградської області Росії. Входить до складу Залісовського сільського поселення.
Населення —  39 осіб (2015 рік). 

## Населення
| 2002 | 2010 |
| ---- | ---- |
| 33   | ↗39  |